# Albert Ràfols-Casamada
Albert Ràfols-Casamada (Barcelona, 2 de febrero de 1923 - 17 de diciembre de 2009) fue un poeta y pintor español.

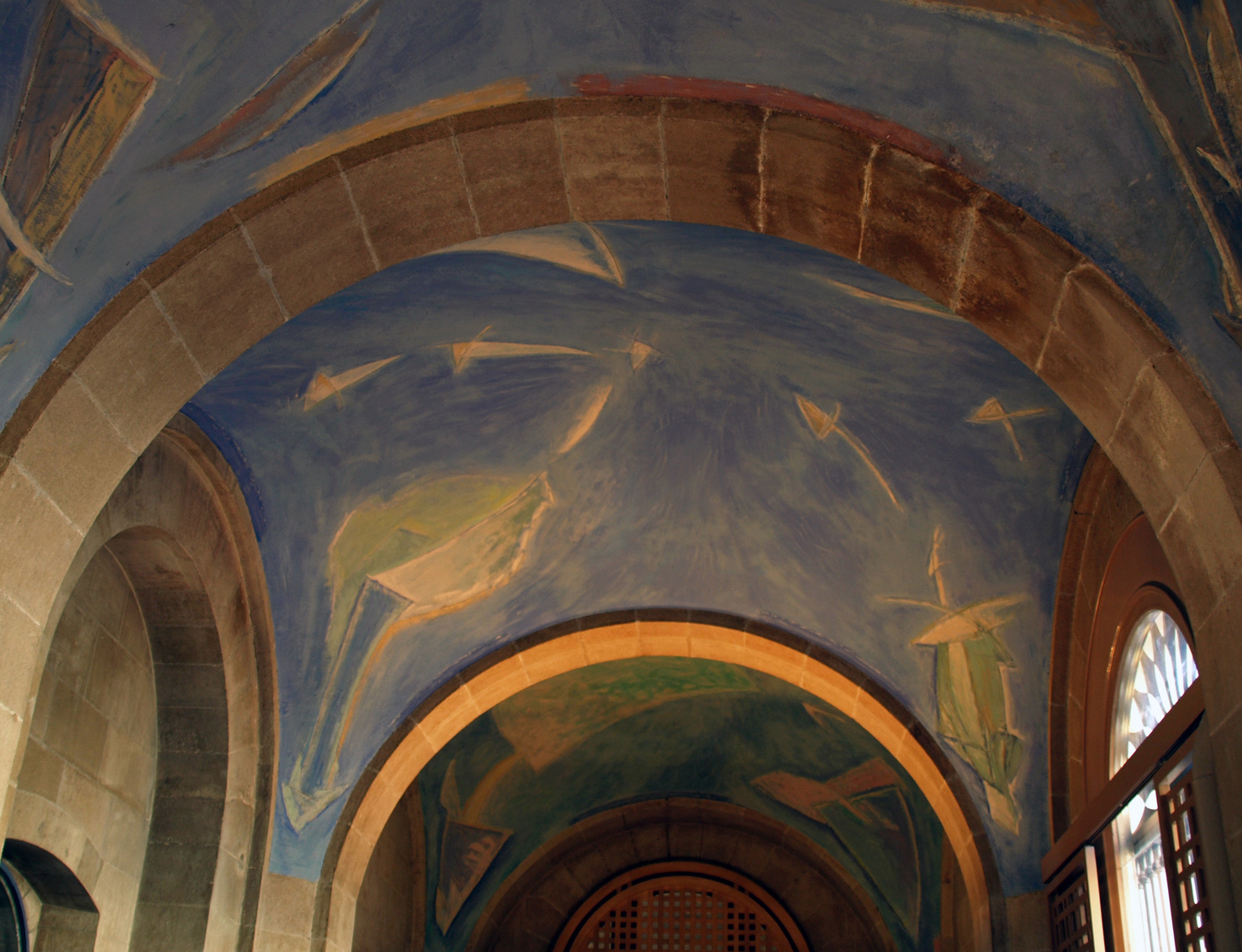
Bóvedas pintadas por Ràfols-Casamada en la Casa de la Ciudad de Barcelona.

## Biografía
Nació el 2 de febrero de 1923 en la ciudad de Barcelona. Inició los estudios de arquitectura pero los abandonó para dedicarse de lleno a las artes plásticas gracias al apoyo de su padre, Albert Ràfols i Cullerés. En 1950 obtuvo una beca para poder viajar a Francia, donde se instaló en París hasta 1954 junto a su esposa, la también pintora Maria Girona i Benet.
En 1980 fue galardonado con el Premio Nacional de Artes Plásticas concedido por el Ministerio de Cultura y en el 2003 con el Premio Nacional de Artes Visuales de Cataluña concedido por la Generalidad. Así mismo en 1983 fue distinguido con la Creu de Sant Jordi y en 1991 con la Legión de Honor del Gobierno de Francia. Fue académico honorario de la Real Academia de Bellas Artes de San Fernando.
Falleció el 17 de diciembre de 2009.

## Obra artística
Se inició en el arte pictórico dentro de la corriente artística postexpresionista y figurativista; posteriormente su obra se movió dentro de la corriente abstracta. Sin poder encasillarse, su evolución también se ha reflejado en el mundo de las vidirieras, y en el del teatro con la creación de escenografías y decorados. La sala de Información Turística de la Casa de la Ciudad de Barcelona tiene decoradas sus bóvedas por pinturas abstractas sobre las Cuatro Estaciones.
Obras pictóricas:
- 1959: Blau profunt
- 1960: Aurora roja
- 1960: Vidrieras de la Basílica de la Virgen del Camino, en León
- 1961: Gener 61
- 1962: Homenatge a Schönberg
- 1963: Homenatge a Joan Salvat-Papasseit

Década de los años 1970:
- Finestra a Cadaqués
- Interior blanc
- Blau central

Década de los años 1990:
- Aurora
- Mar gris
- Paisatge blanc
- La cova

En su faceta de escritor, Ràfols-Casamada ha publicado obras poéticas y ensayos:
- 1976: Signe d'aire
- 1979: Territori de temps
- 1981: Paranys i raons per atrapar instants
- 1982: Episodi
- 1984: Angle de llum
- 1985: Sobre pintura, en castellà
- 1987: Espais de veu
- 1989: El color de les pedres
- 1994: Hoste de día
- 1994: D'un mateix traç: fulls de dietari (1978/1982)
- 1994: L'escorça dels dies: fulls de dietari (1975-1977)
- 2000: Signe d'aire: obra poètica, 1939-1999
- 2004: Dimensions del present (2001-2004)

Su pasión por los libros le llevó a una intensa actividad como ilustrador de clásicos literarios catalanes, entre otros, de la novela Mirall trencat de Mercè Rodoreda. 
En 2001 el Museo de Arte Contemporáneo de Barcelona (MACBA) le rindió un homenaje con la realización de una retrospectiva Albert Ràfols-Casamada. 1953-2001.
En diciembre de 2015 la familia de Albert Ràfols-Casamada y Maria Girona ofrecieron como donativo a la Biblioteca de Cataluña (BC) el fondo personal de los dos artistas, que comprende materiales gráficos, manuscritos y impresos. Maria Fuchs Girona, en nombre y representación de su hermana Margarita Rosa Fuchs Girona, depositó temporalmente el fondo en la Biblioteca de Cataluña, mientras se formalizaba la donación definitiva. Hasta ahora, los fondos, textuales y bibliográficos de los artistas estaban ubicados en diferentes espacios.